# Bazilica Notre-Dame de la Garde din Marsilia

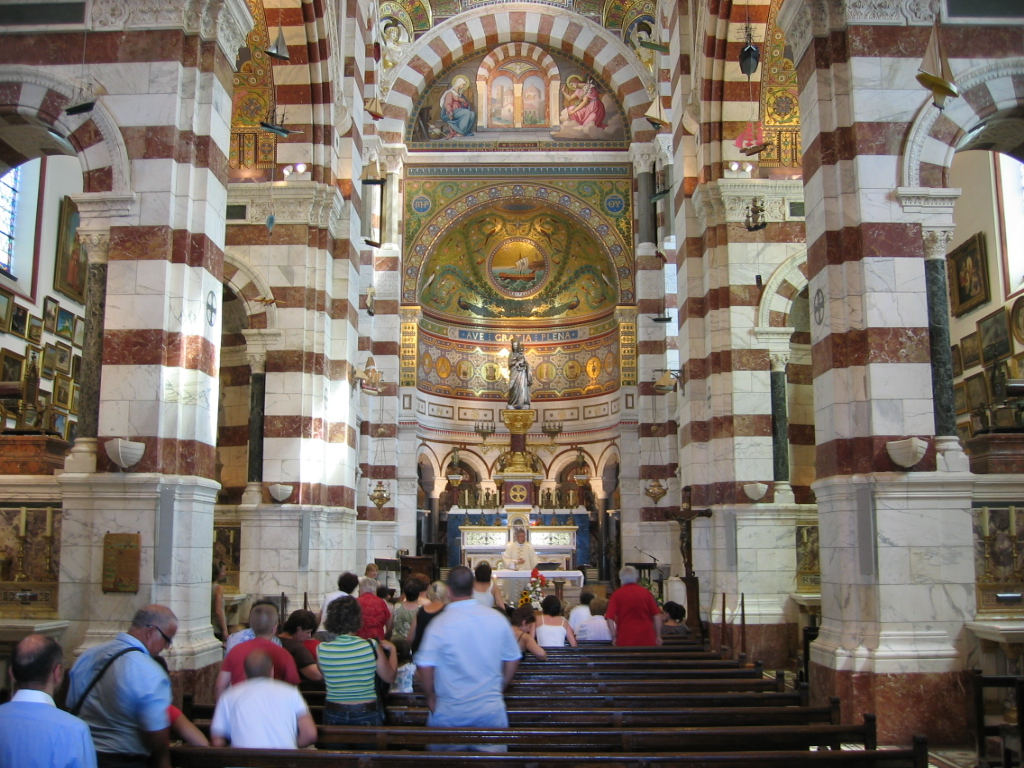
Nava și corul bazilicii Notre-Dame de la Garde.

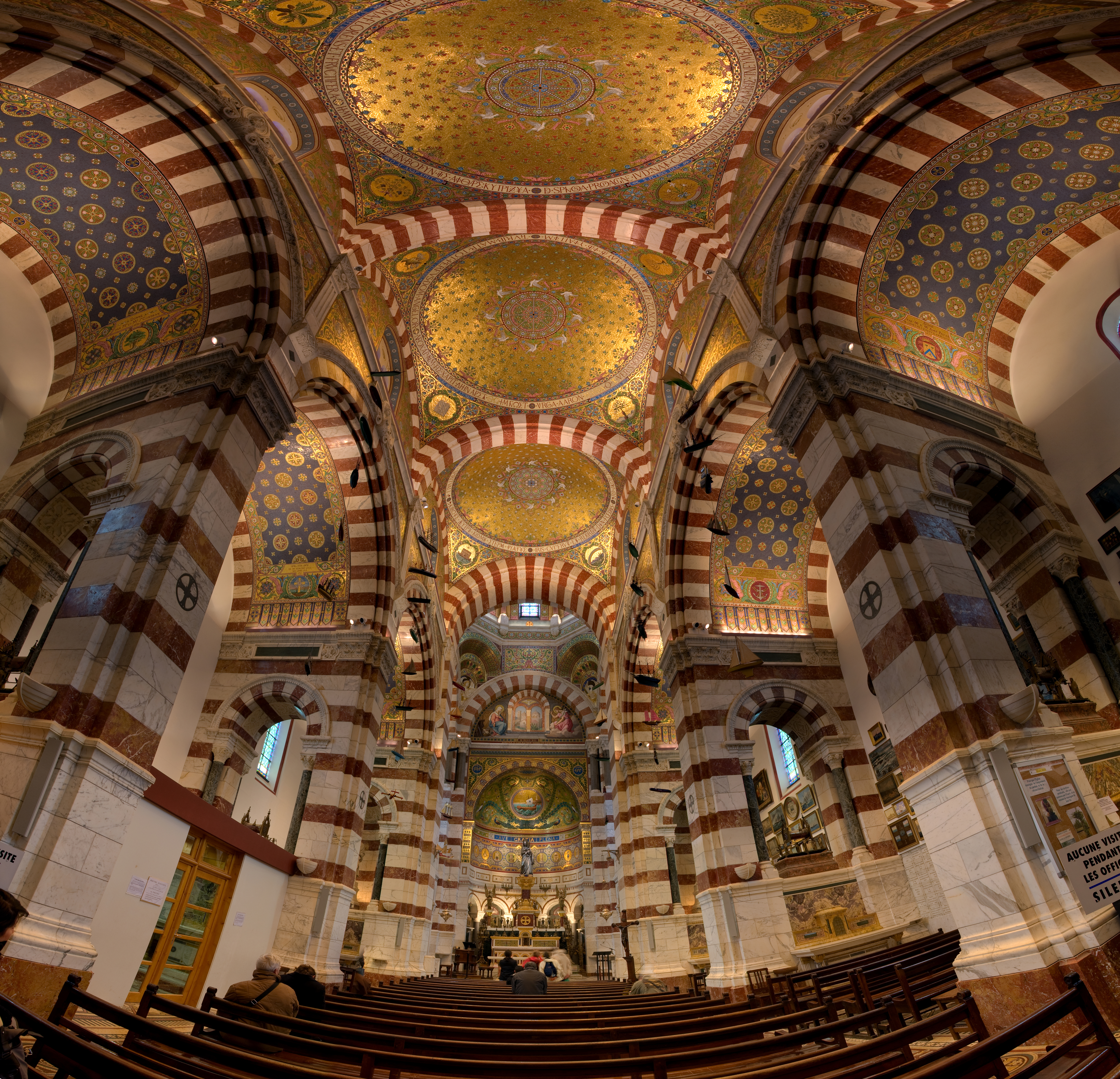
Vedere interioară și decor neobizantin.

Notre-Dame de la Garde (în limba provensală Nouestro-Damo de la Gardo, adesea supranumită Maica Bună, în franceză la Bonne Mère, iar în provensală la Boueno Maire), este o basilica minor a Bisericii Catolice, construită în secolul al XIX-lea pe locul unei biserici mai vechi. Edificiu reprezentativ al Marsiliei, dedicat Maicii Domnului Păzitoare (protectoarea Marsiliei împreună cu sfântul Victor), biserica domină orașul și Marea Mediterană de pe vârful colinei Notre-Dame-de-la-Garde (sit natural clasat din 1917.)
„Călare” pe districtele Roucas-Blanc și  Vauban, pe un vârf de calcar cu altitudinea de 149 m, supraînălțat cu 13 m datorită zidurilor și bazelor unui vechi fort, bazilica a fost construită de arhitectul protestant Henri-Jacques Espérandieu în stil neobizantin și consacrată la 5 iunie 1864, înlocuind o capelă cu același nume construit în 1214 și reconstruită în secolul al XV-lea. Construită pe bazele unui fort din secolul al XVI-lea construit de Francisc I, în 1536, pentru a-i rezista asediului lui Carol Quintul, bazilica este formată din două părți: o biserică joasă, sau criptă, săpată în stâncă și în stil romanic, iar deasupra o biserică înaltă, de stil neobizantin decorat cu mozaicuri. În vârful unei clopotnițe pătrate, cu o înălțime de 41 de metri, deasupra căruia se află un fel de turn de 12,5 metri, acesta servindu-i de piedestal, se înalță o statuie monumentală, de 11,2 metri, a Fecioarei cu Pruncul, realizată din cupru poleit cu foiță de aur.
Piatra utilizată pentru construcție, îndeosebi cea de culoare verde, originară din împrejurimile Florenței, după ce s-a dovedit că este sensibilă la coroziunea atmosferică, a fost necesar să se întreprindă din 2001 până în 2008 o restaurare îndelungată și minuțioasă care a vizat și renovarea mozaicurilor, deteriorate în timpul Eliberării de impacturile gloanțelor și înnegrite de fumul lumânărilor, de-a lungul timpului.
Veritabil palladium al orașului Marsilia, Notre-Dame de la Garde este încă din Evul Mediu considerată drept protectoare a marinarilor și pescarilor. Locul unui popular pelerinaj, de sărbătoarea Adormirii Maicii Domnului, este cel mai vizitat sit din Marsilia.

## O capelă din secolul al XIII-lea

### Un sit excepțional

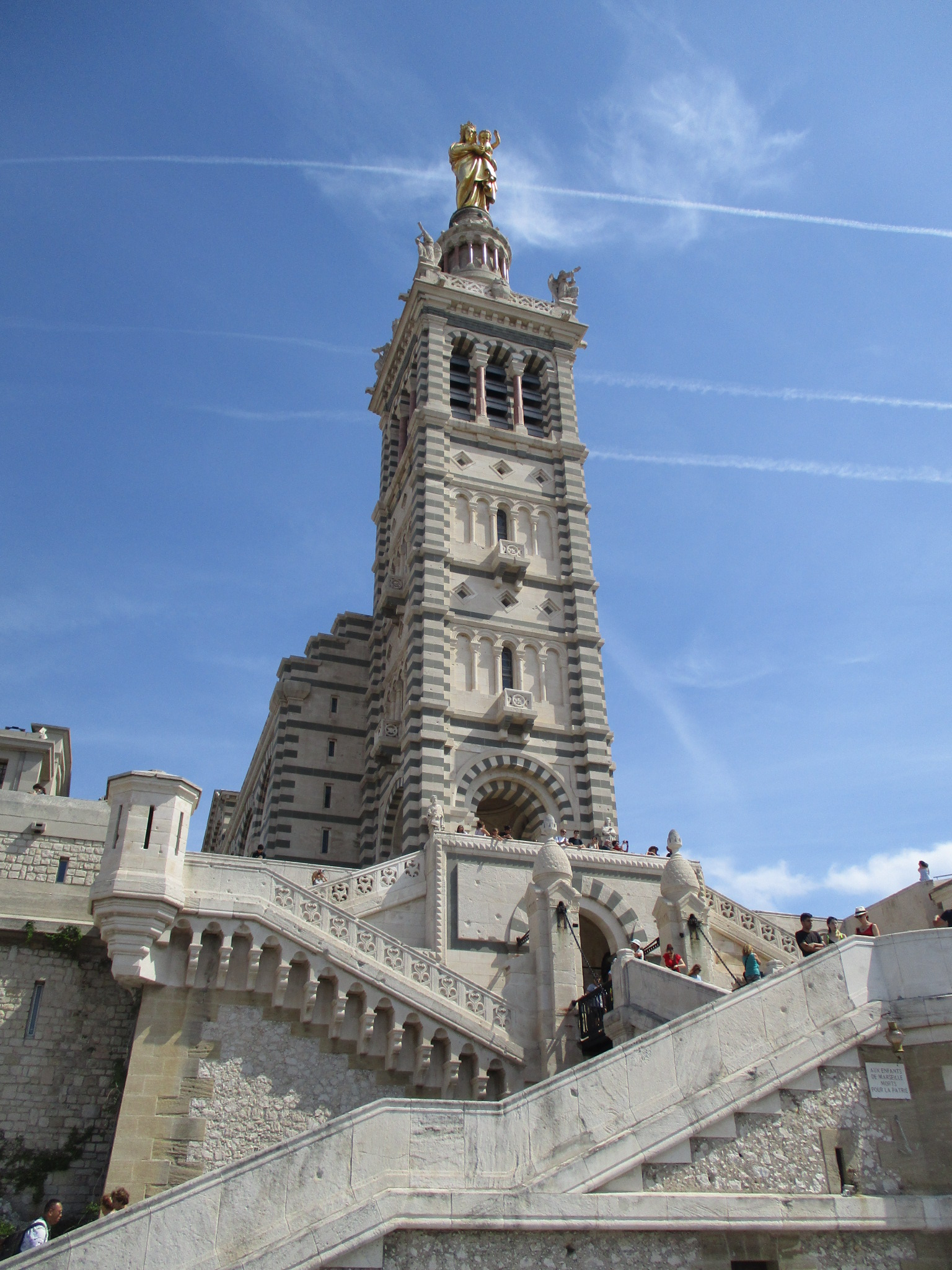

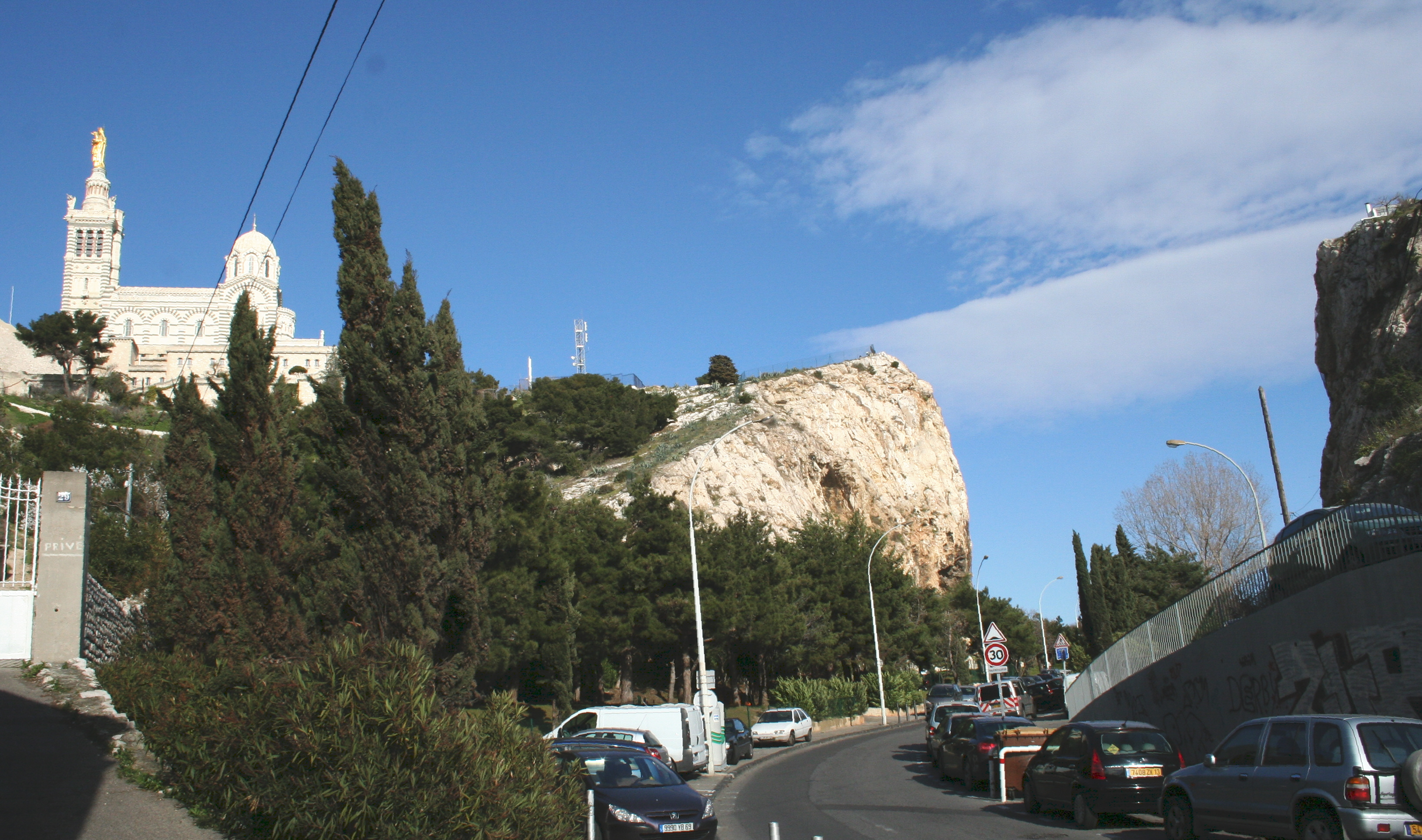
Vechea carieră Honoré.

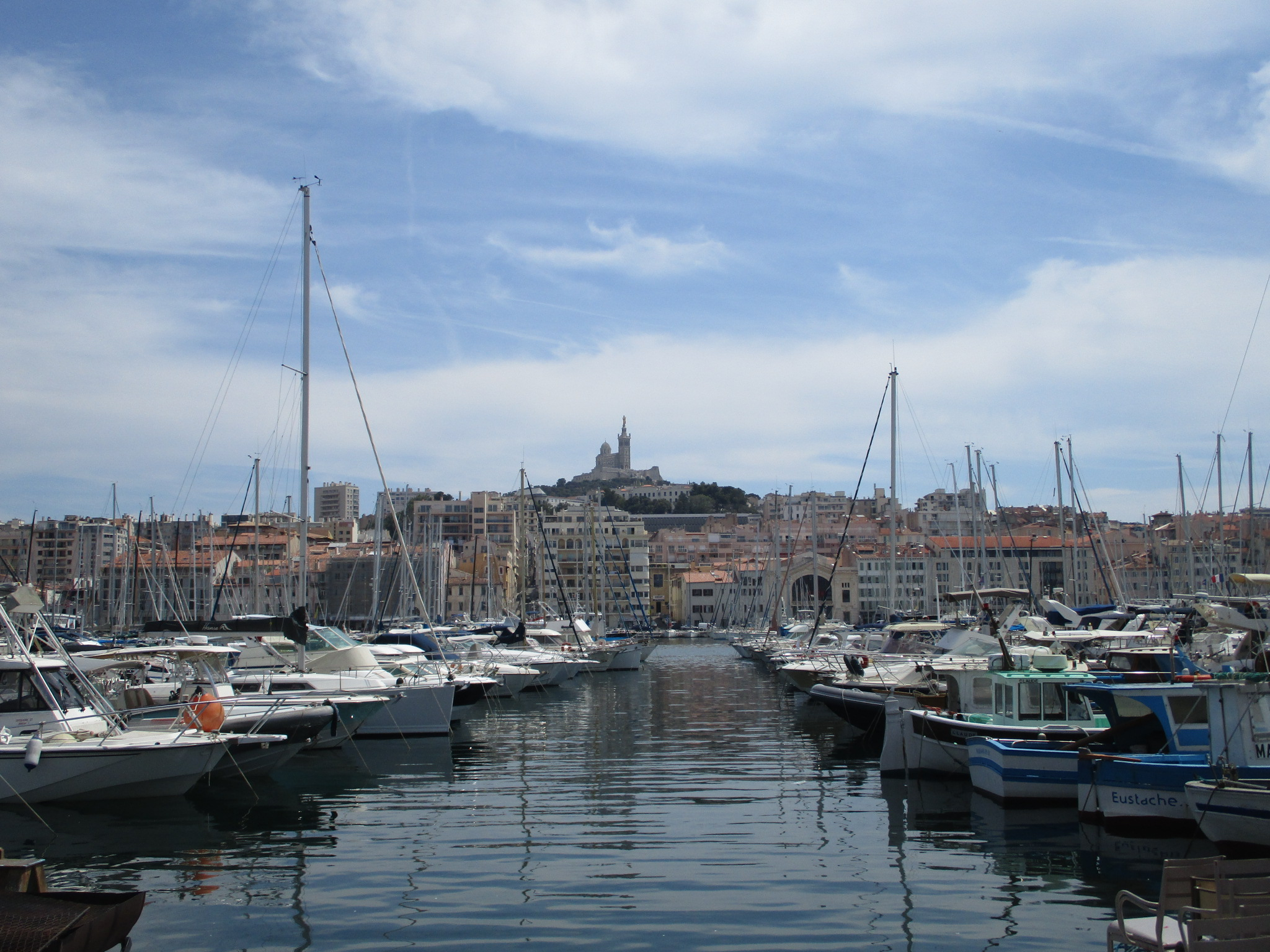
Vedere dinspre vechiul Port de Marseille.

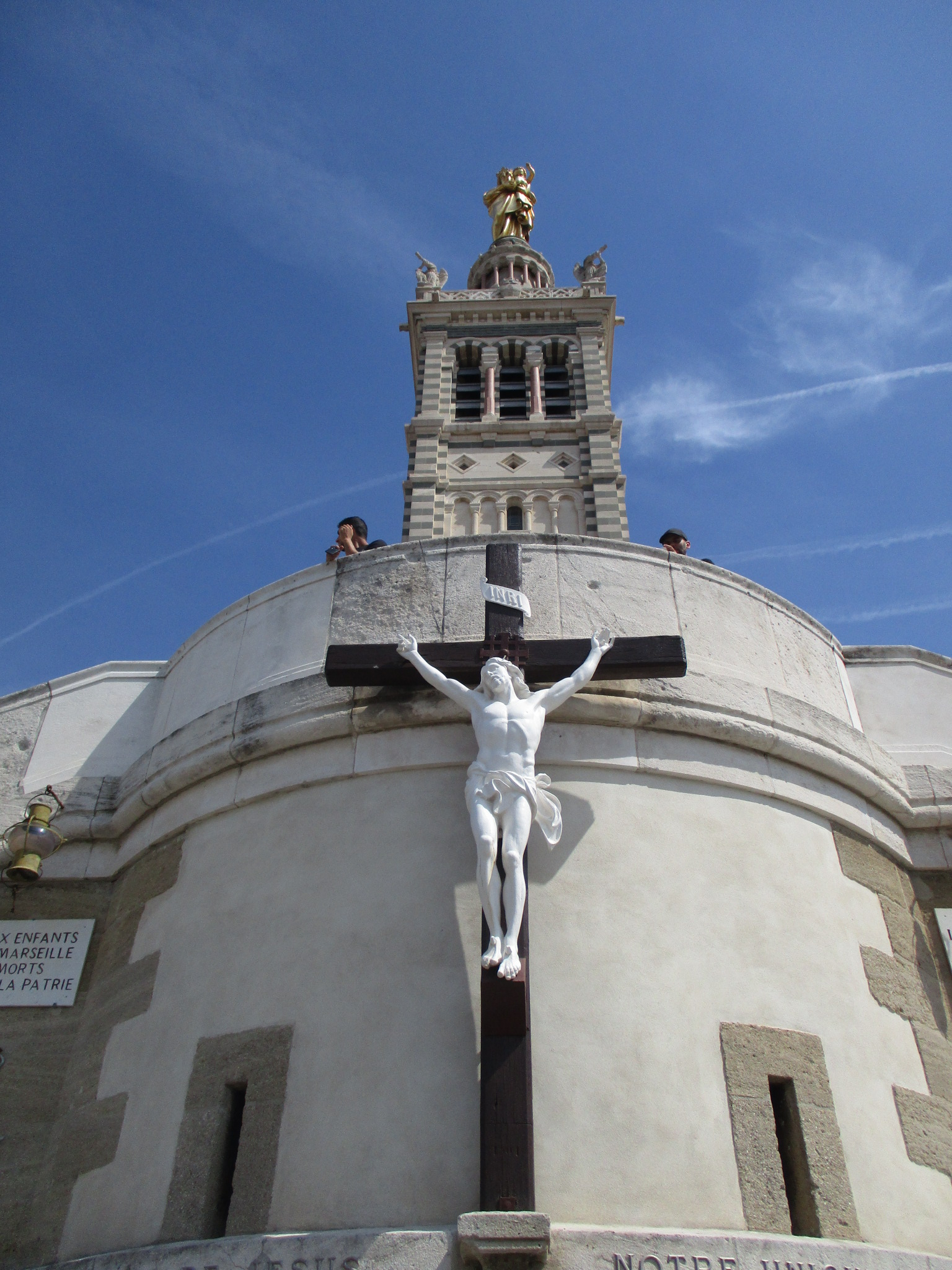

Panorama bazilicii Notre-Dame de la Garde este excepțională: o imagine de ansamblu asupra orașului Marsilia, care se deschide larg spre vest, pe mare, este mărginită de dealuri: la nord Étoile, Nerthe, lanțul Estaque (de la Couronne în Martigues), la est Sainte-Baume, Garlaban, în sud Carpiagne,  Marseilleveyre, iar pe vreme foarte bună, chiar Mont Ventoux. Din această vastă depresiune iese un vârf de calcar urgonian (de eră barremian, un stadiu al cretacicului) cu o înălțime de 162 de metri în vârful căreia se află bazilica Notre-Dame-de-la-Garde.
Acest deal a făcut obiectul unei operațiuni de carieră deschisă din 1905, după construcția bazilicii. Această carieră operată de M. Honoré a funcționat până la 1946. Se estimează că, în această perioadă, a fost exploatat un volum de 800.000  m3. Dealul care se prelungea continuu spre sud spre înălțimile cartierului Gratte-Semelle, a fost străpuns, fiind deschisă rue du Bois-sacré. Această faleză artificială face obiectul unei supravegheri extinse, cu vizite regulate și purjări preventive pentru a evita alunecările de teren. 
Datorită poziției sale pe mal și a înălțimii sale, Dealul La Garde a fost socotit drept un punct de observație și un reper. Prin urmare, a fost, fără îndoială, ocupat de foarte mult timp ca post de supraveghere și turn de veghe. În 1302, Carol al II-lea de Anjou a emis ordinul de a se asigura că semnalele erau trimise de-a lungul coastei mediteraneene a Provenței; printre punctele desemnate se află dealul Notre-Dame de la Garde.

### O primă capelă

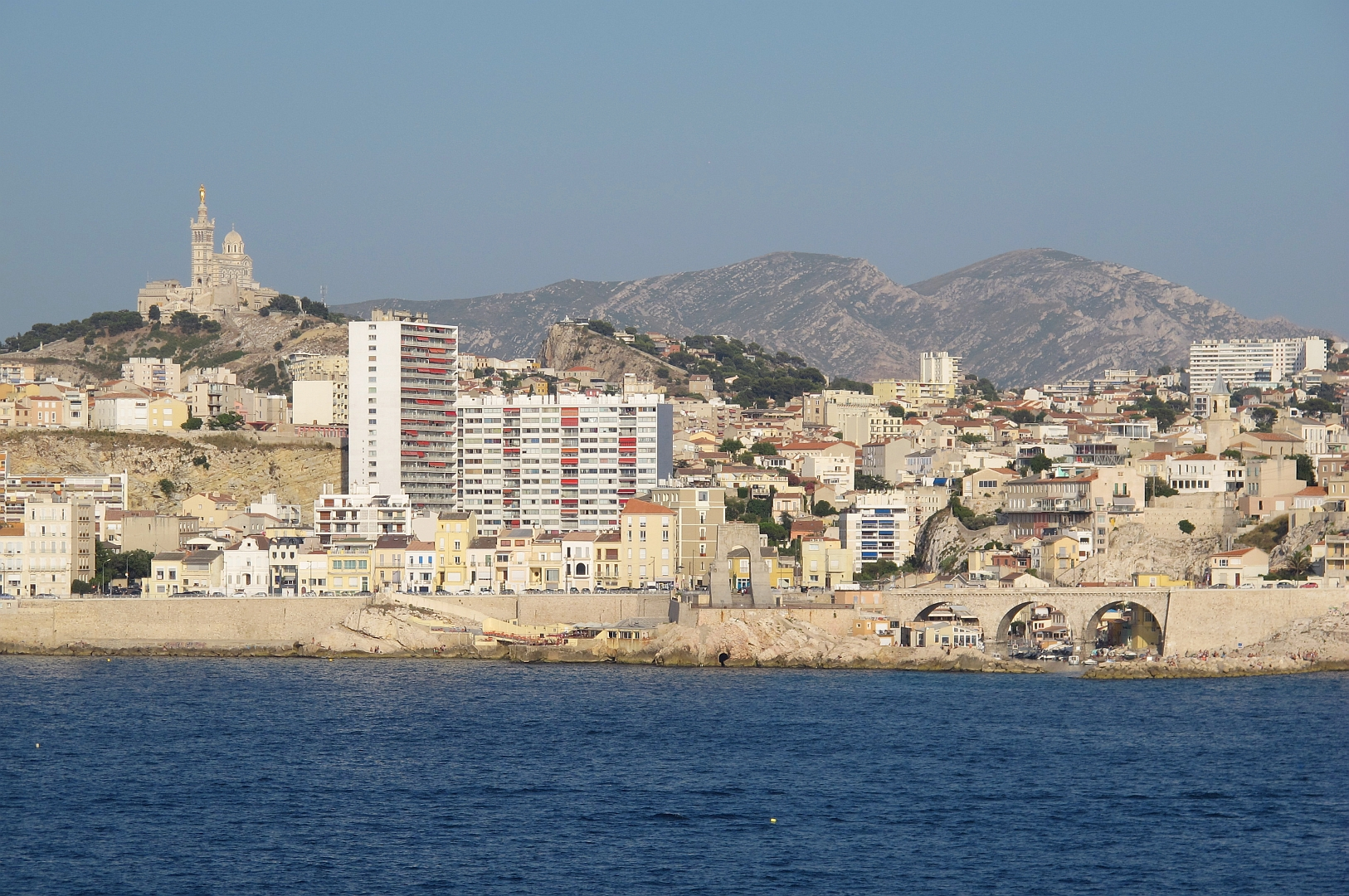
Vedere dinspre Marea Mediterană.

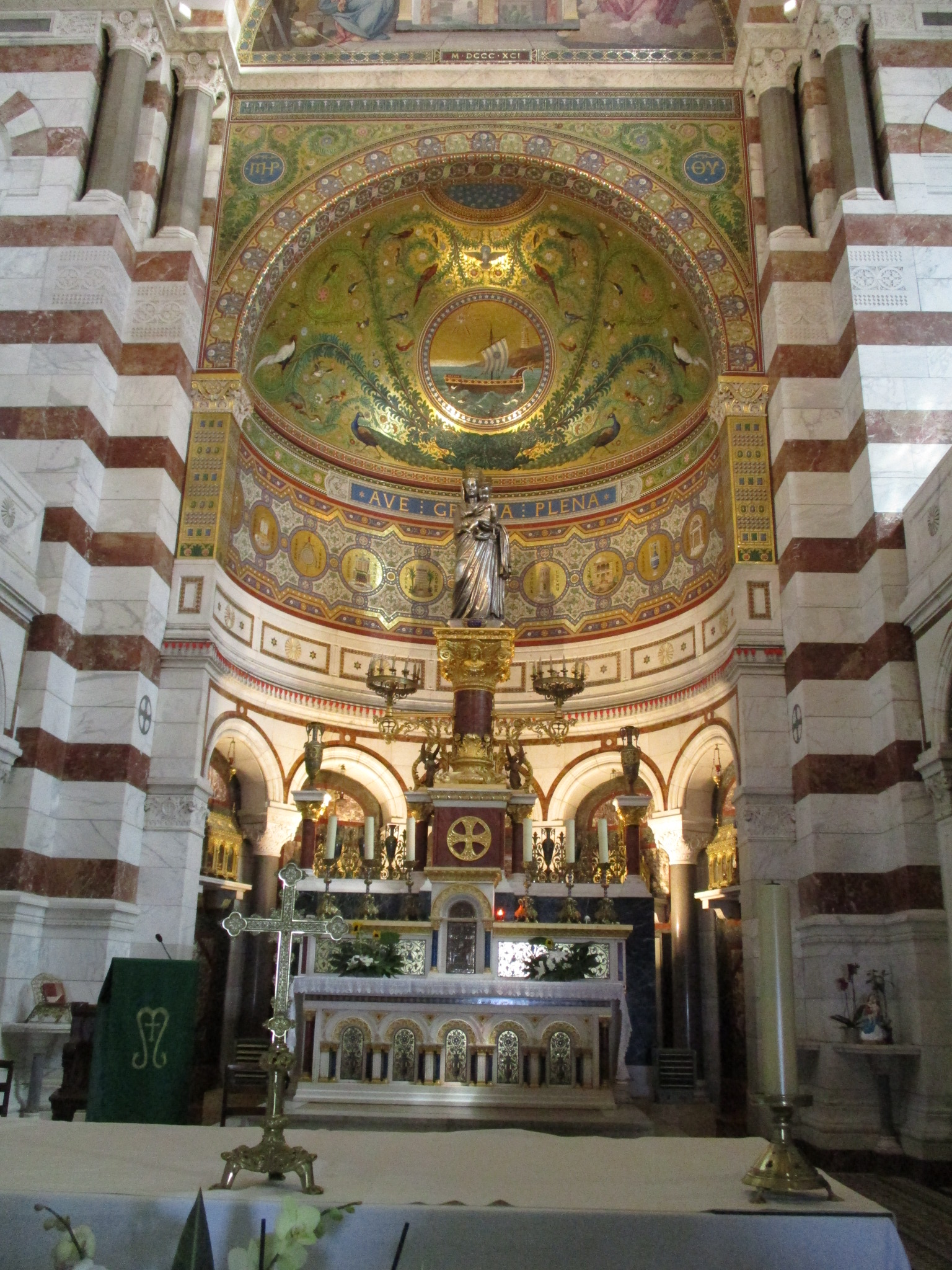
Notre-Dame de la Garde (Corul).

În 1214 un preot din Marsilia, maestrul Pierre, a avut ideea de a construi pe dealul de la Garde o capelă dedicată Fecioarei Maria. Acest deal aparținând abației Saint-Victor, maestrul Pierre i-a cerut abatelui autorizarea întreprinderii lucrărilor. Abatele l-a autorizat să cultive viță de vie, să cultive acolo o grădină și să construiască o capelă. Patru ani mai târziu această capelă a fost terminată cum aflăm dintr-o bulă din 18 iunie 1218 în care papa Honoriu al III-lea enumera posesiunile abației, citând biserica Notre-Dame de la Garde.
După moartea maestrului Pierre în 1256, Notre-Dame de la Garde a devenit priorat. Priorul Sanctuarului de La Garde este în același timp unul dintre cei patru preoți ai abației Saint-Victor. De la întemeierea acestei capele, s-au făcut donații, care ne sunt cunoscute din testamente, în favoarea Bisericii Notre-Dame de la Garde. Ele demonstrează o devoțiune populară care se va dezvolta în următoarele secole. Într-adevăr, marinarii care scăpaseră de un naufragiu urmau să mulțumească și să depună ex-voto-uri la altarul Maicii Domnului situat în Biserica Notre-Dame du Mont; această practică și-a schimbat direcția, spre sfârșitul secolului al XVI-lea, în favoarea sanctuarului Notre-Dame-de-la-Garde.
Această primă capelă a fost înlocuită la începutul secolului al XV-lea de un edificiu mai mare care includea o capelă bogat înzestrată dedicată sfântului Arhanghel Gabriel.

## Loc întărit și loc de cult din secolul al XVI-lea până în secolul al XVIII-lea

### Vizita regelui Francisc I

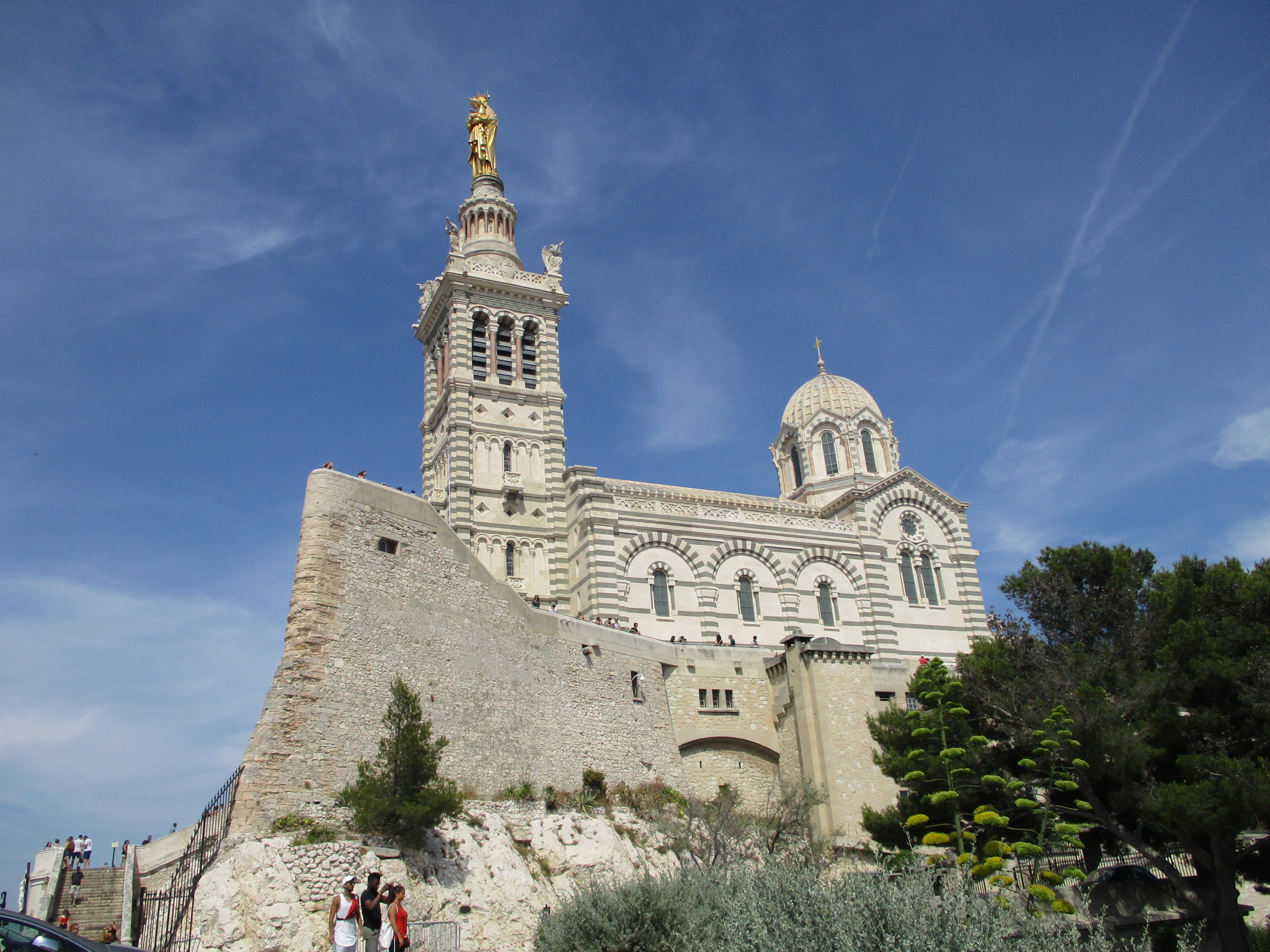
Pinten al vechiului fort.

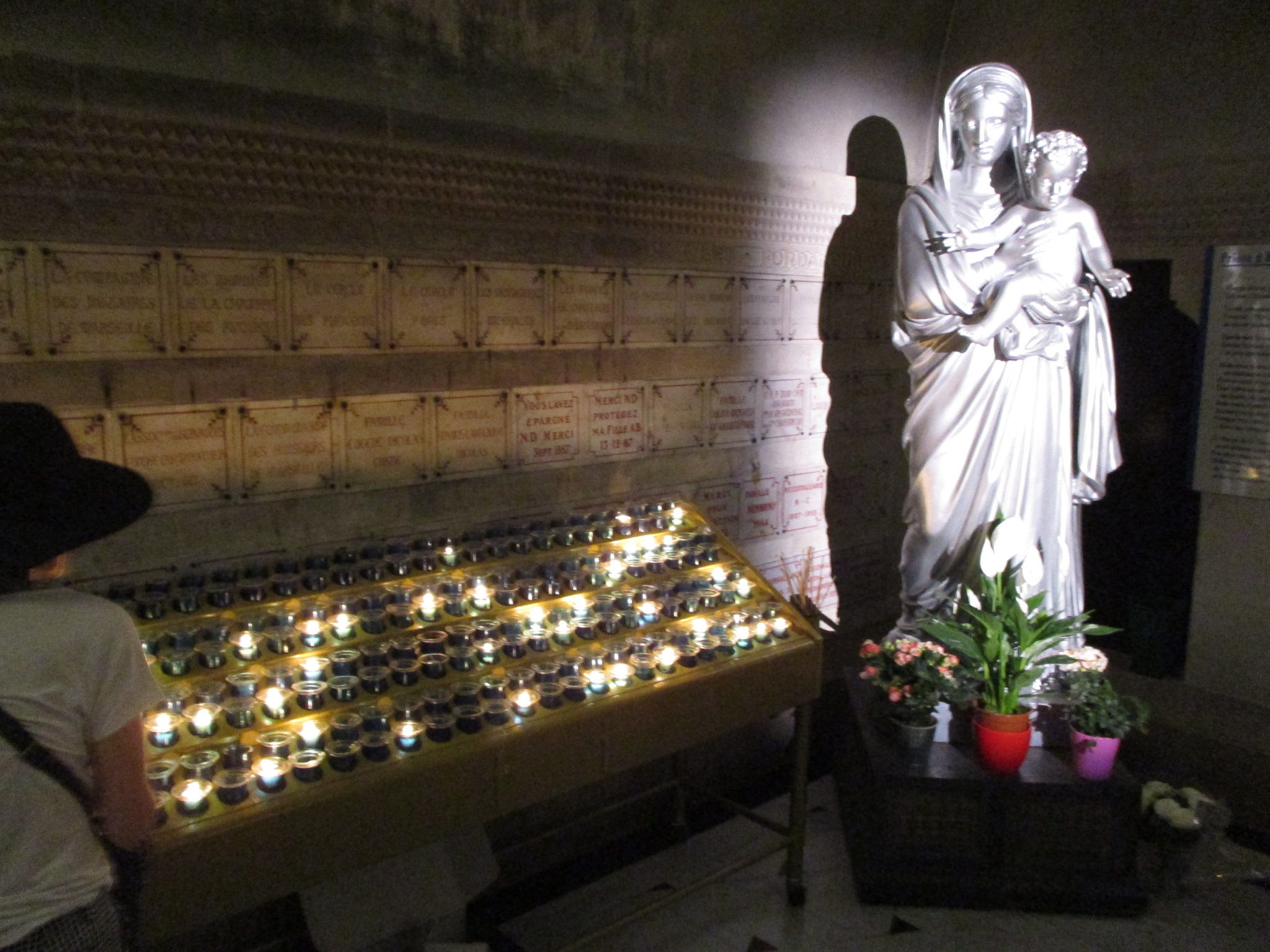
Notre-Dame de la Garde (criptă).

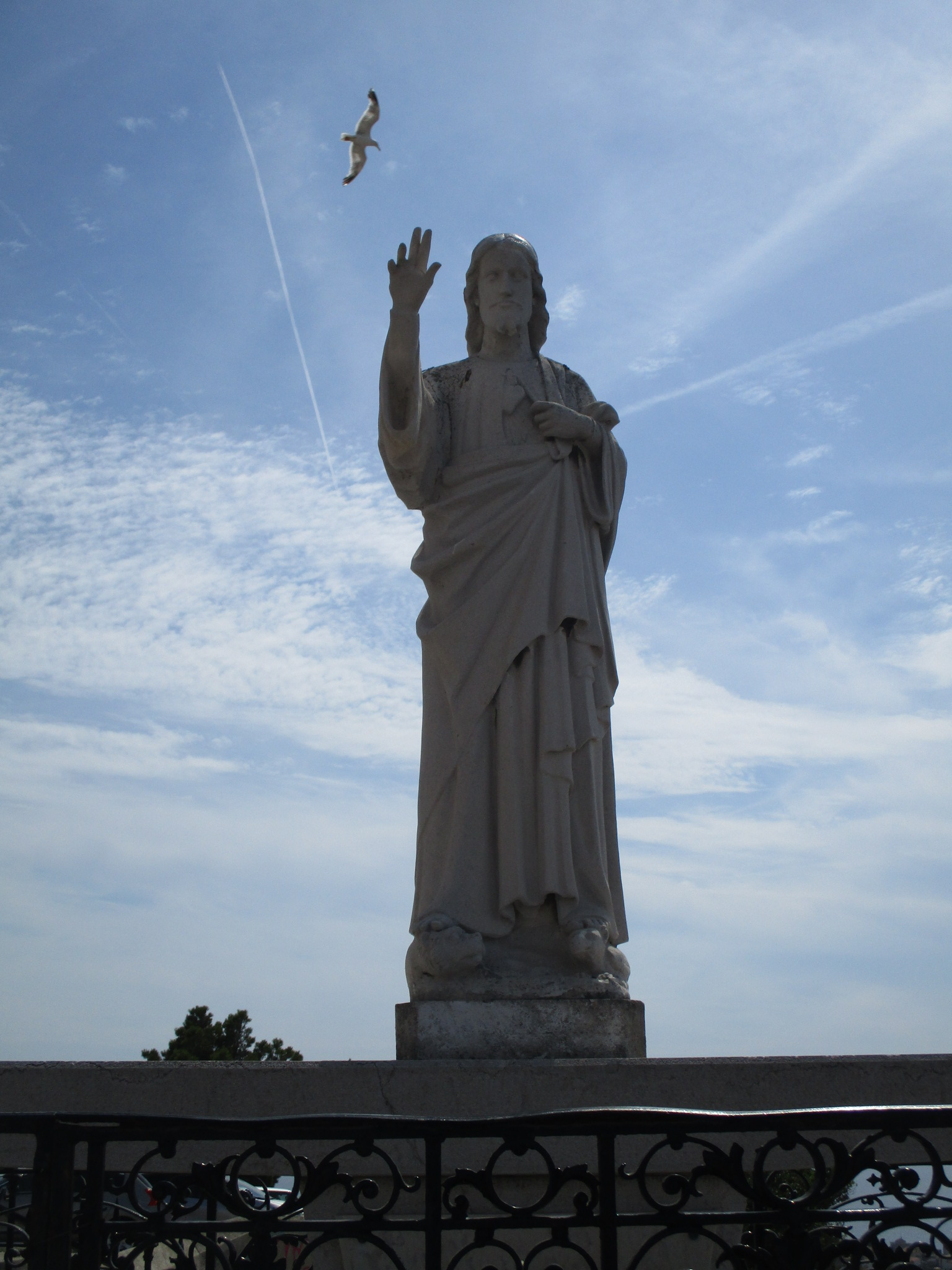
Cristos cu fața spre mare, în piața din fața bazilicii.

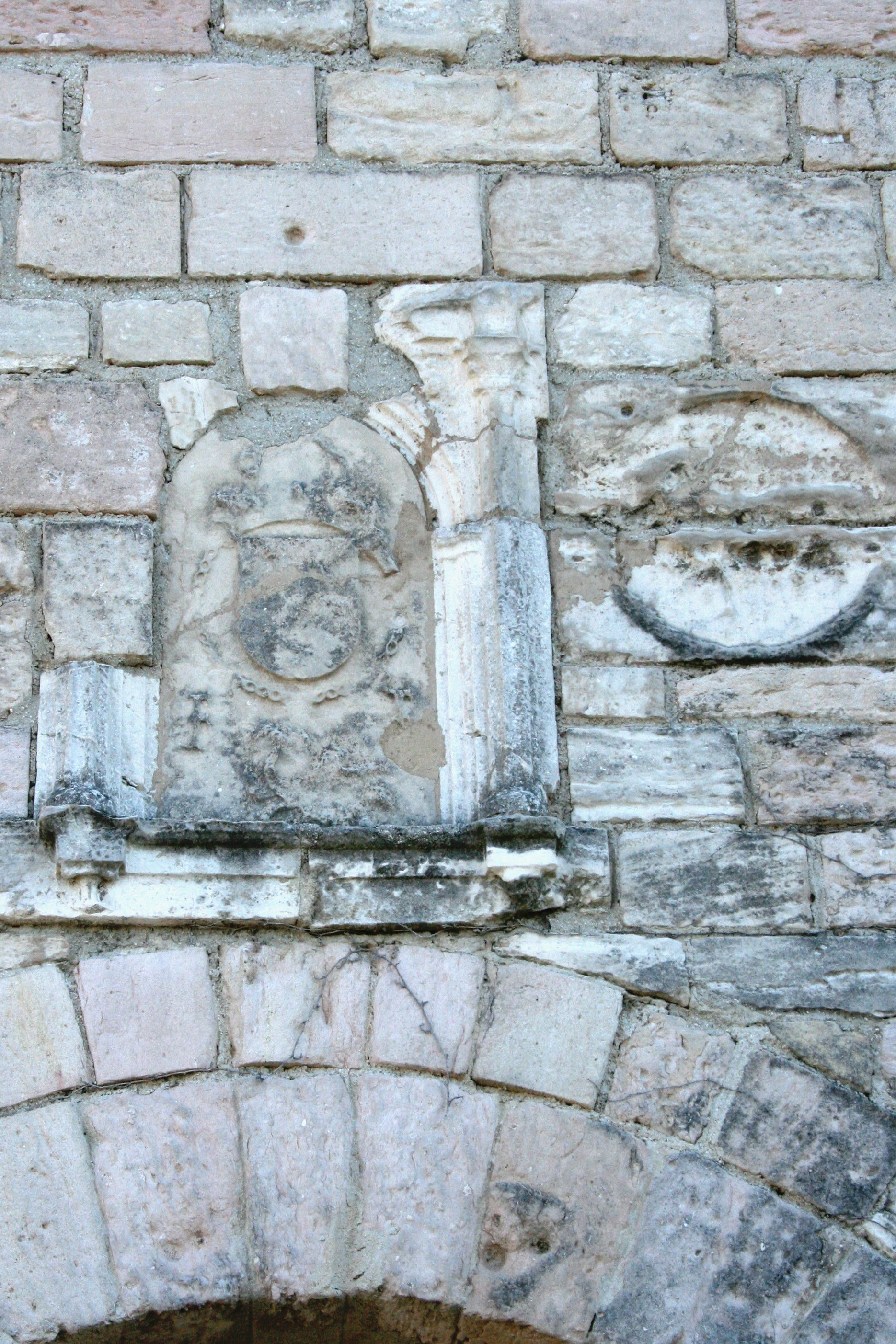
Ecuson al lui Francisc I.

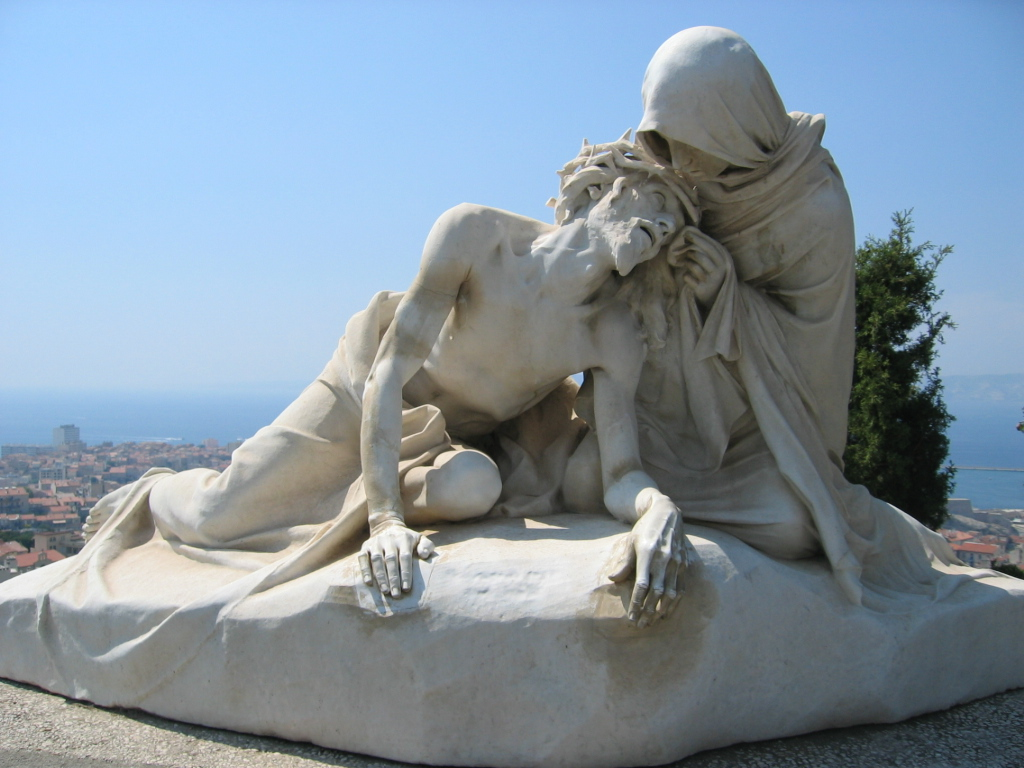
Patima lui Cristos în fața bazilicii.

La 3 ianuarie 1516, mama regelui Francisc I, Louise de Savoia, și soția sa regina Claude, fiica lui Ludovic al XII-lea, coboară în sudul Franței pentru a-l întâlni pe tânărul rege, încununat cu victoria sa la Marignan. La 7 ianuarie 1516, ele urcă la sanctuarul Notre-Dame de la Garde. Câteva zile mai târziu, la 22 ianuarie 1516, Francisc I le reîntâlnește și merge și el la capelă. În cursul acestei vizite, regele a constatat că orașul Marsilia era prost apărat. Necesitatea unei întăriri a sistemului defensiv va deveni și mai evidentă în 1524, după asediul orașului de către conetabilul Carol al II-lea de Bourbon care se raliase lui Carol Quintul. De fapt, puțin a trebuit ca orașul să fie cucerit. François I a decis apoi să construiască două forturi: unul pe insula If, care va deveni faimosul Château d'If, celălalt în vârful dealului de la Garde, care va include capela. Nu ar putea exista un exemplu mai bun de coexistență între un fort militar și un sanctuar deschis publicului.
Construcția fortului If va fi mai rapidă, încheindu-se în 1531, în timp ce fortul Notre-Dame de la Garde nu va fi terminat decât în 1536 pentru a rezista sosirii trupelor lui Carol Quintul. Pentru construcția fortului au fost folosite pietre de la Capul Couronne și materiale recuperate de la demolarea clădirilor situate în afara zidurilor orașului și care ar fi putut oferi adăpost trupelor inamice. Printre monumentele distruse care au servit de materiale de construcție figurează îndeosebi mănăstirea Fraților Minori, unde fusese înmormântat sfântul Louis d’Anjou și care era situată în apropierea curților  Belsunce și Saint-Louis.
Acest fort avea forma unui triunghi cu două laturi de câte aproximativ 75 de metri, a treia fiind de 35 de metri. Din acest fort, de o importanță destul de modestă, a rămas pintenul regal foarte vizibil în vestul bazilicii; partea de sus a acestui pinten a fost restaurată în 1993 pentru a-l readuce la starea inițială prin îndepărtarea unei gherete de piatră instalate în anii 1930. În partea de sus a acestui pinten este instalată o tablă de orientare.
Deasupra unei uși, se poate vedea, deși foarte deteriorat, blazonul lui Francisc I, cu alte cuvinte stema Franței, cu trei flori de crin având salamandra dedesubt. Lângă el, în partea dreaptă, se află o piatră rotundă „mâncată de timp”, unde pot fi văzut câteva rămășițe ale unei sculpturi care reprezenta mielul Sfântulului Ioan cu stindardul.

### Războaie religioase

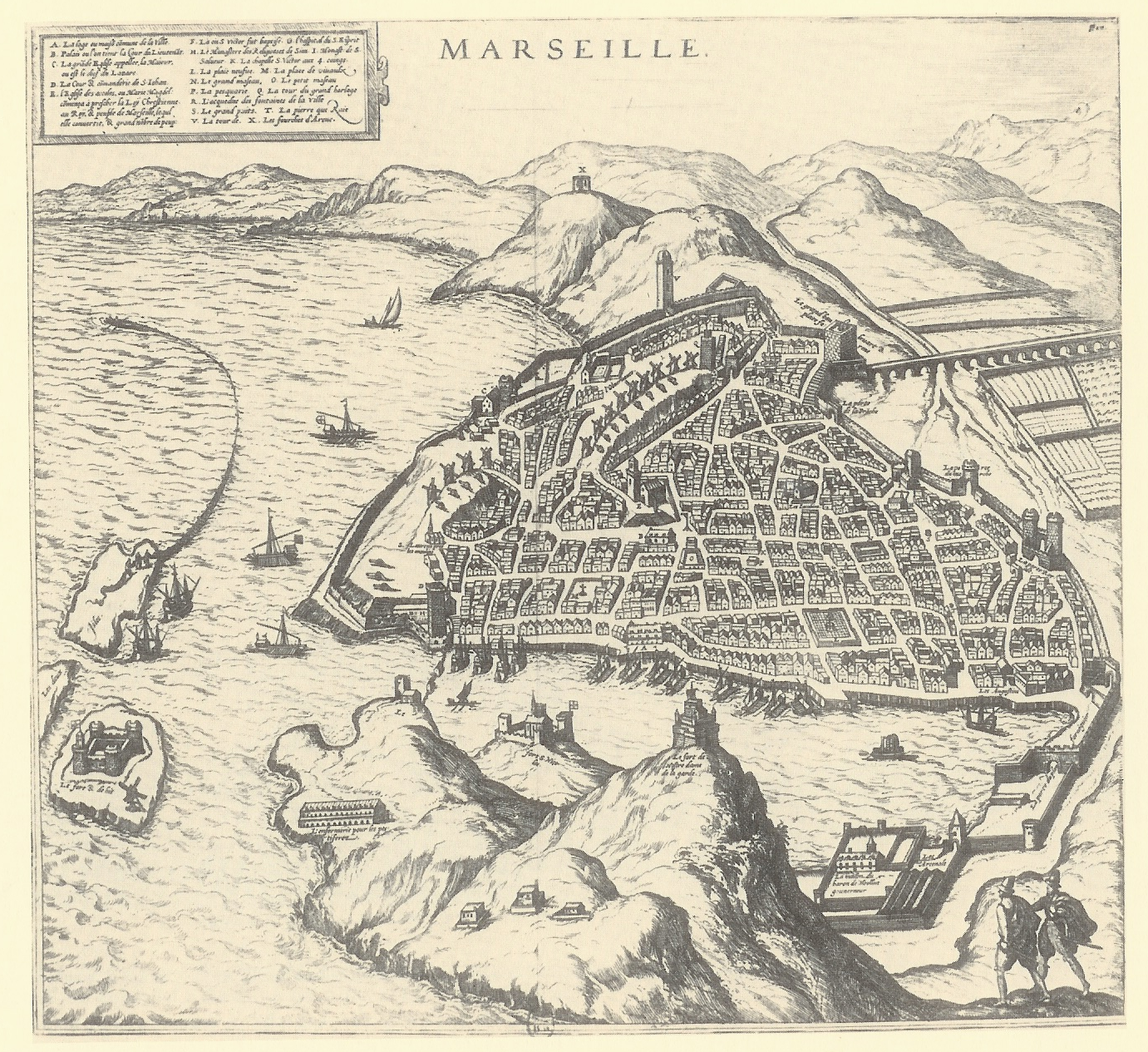
Vedere a cavaleriei Marsiliei în 1572, în primul plan fortul Notre-Dame de la Garde.

În 1585, conducătorul Ligii din Provența, Hubert de Garde de Vins, a vrut să pună mâna pe Marsilia și s-a aliat cu Louis de La Motte Dariès, al doilea consul al Marsiliei. În noaptea de 9 aprilie 1585, Dariès a ocupat fortul de la Garde de unde se poate lua orașul sub loviturile de tun. Dar cucerirea Marsiliei a eșuat, iar Dariès și complicele său Boniface au fost executați.
În 1591, Charles Emmanuel, duce de Savoia, dorea să pună mâna pe abația Sfântul Victor, clădire fortificată din apropierea portului. L-a însărcinat pe Pierre Bon, baron de Méolhon, guvernator al Notre-Dame de la Garde, să pună mâna pe abație. Méolhon a pus mâna pe abație care a fost rapid reluată de partizanii lui Charles de Casaulx, prim-consul al orașului Marsilia.
În 1594, Charles de Casaulx a dorit să devină stăpân pe Fortul de la Garde. Pentru aceasta a trimis acolo doi preoți, Trabuc și Cabot, pentru a săvârși liturghia în capelă. După celebrare, Trabuc, care purta o armură sub sutană, l-a ucis pe căpitanul fortului. Charles de Casaulx a putut intra în posesia fortului și l-a numit pe fiul său Fabi guvernator. În 1595 a fost construit un zid în formă de W sub fort. Este încă vizibil, iar o parcare a fost realizată în unghiul intrând în zid.
După asasinarea lui Charles de Casaulx, la 17 februarie 1596, de către Pierre de Libertat, Fabio a fost alungat de către proprii săi soldați.

### Ultima vizită regală

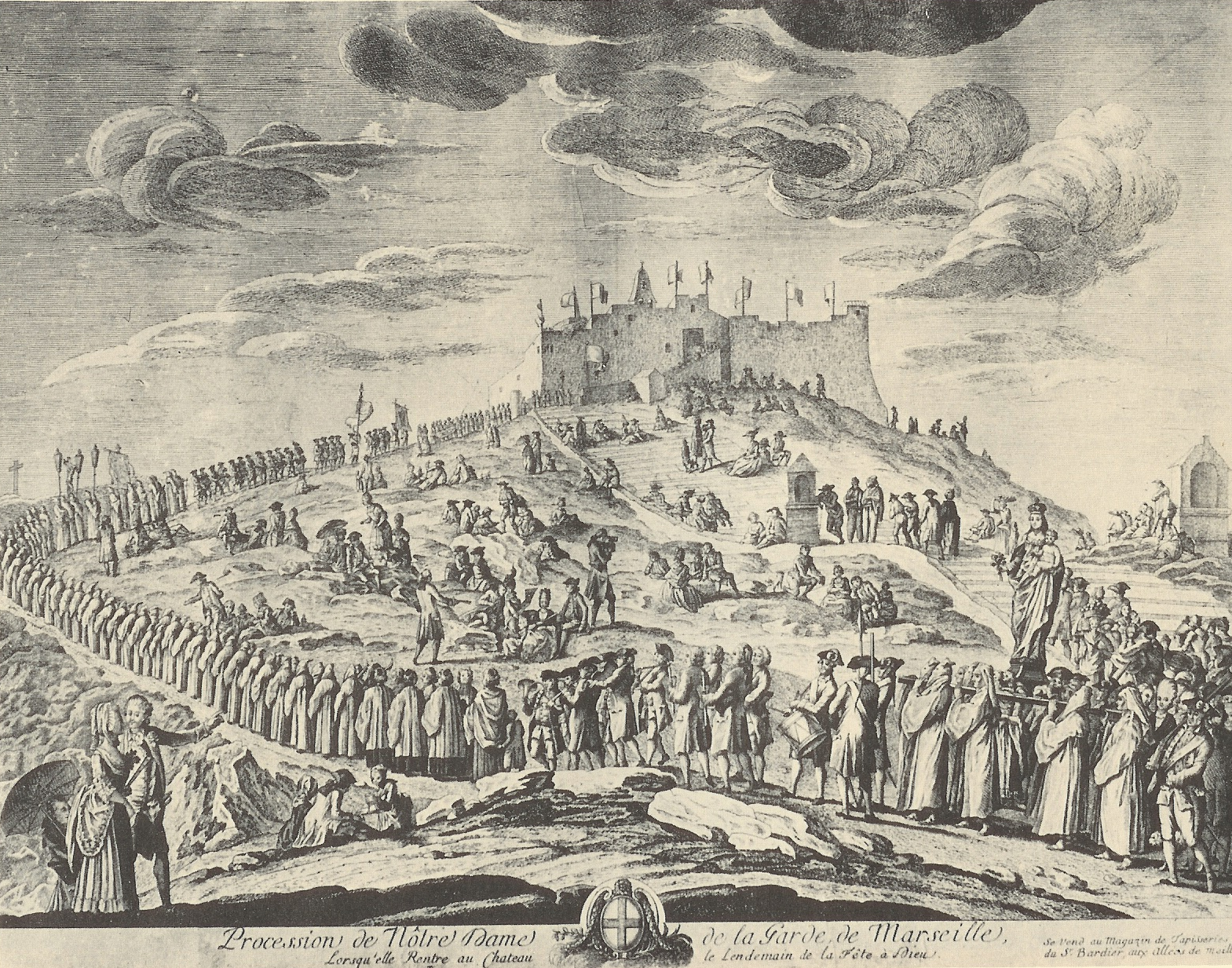
Procesiune a doua zi după sărbătoarea Trupul și Sângele Domnului (în franceză, la Fête Dieu, secolul al XVIII-lea).

Ludovic al XIII-lea, în timpul sejurului la Marsilia, a mers călare, în ciuda ploii, la Notre-Dame de la Garde, la 9 noiembrie 1622. A fost primit de guvernatorul fortului, seniorul de Bandol La moartea acestuia survenită la 29 iunie 1642, Georges de Scudéry, cunoscut îndeobște ca romancier, a fost numit guvernator; nu-și va lua în primire postul decât în decembrie 1644, fiind însoțit de sora sa, Madeleine de Scudéry scriitoare, care va da, în corespondanța sa, numeroase descrieri ale locului și împrejurimilor precum și ale diferitelor sărbători sau ceremonii: «Vinerea trecută, care a fost a doua zi după Fête Dieu, ai fi văzut cetatea bandajată din cap până în picioare cu o duzină de steaguri și, în mișcare, clopotele clopotniței noastre și o admirabilă procesiune care se întorcea la castel. Statuia Maicii Domnului de la Garde, ținând pruncul gol pe brațul stâng și un buchet de flori în mâna dreaptă, a fost purtată de opt penitenți desculți, acoperiți ca niște fantome». Georges de Scudéry disprețuia să locuiască în fort și a preferat să locuiască în Place de Lenche, un cartier aristocratic al vremii. Paza fortului a fost încredințată unui sergent modest, pe nume Nicolas.
Singurul eveniment important care a avut loc sub guvernarea lui Scudéry este afacerea Caze, în 1650. În timpul Frondei, guvernatorul Provența|Provenței]], contele Alais, s-a opus Parlamentului Provenței și a vrut să reprime revolta din Marsilia. Crezând că Fortul de la Garde constituie o poziție dezirabilă, el l-a mituit pe sergentul Nicolas și, la 1 august 1650, a pus să fie instalat la Fort unul dintre are unul dintre partizanii săi, David Caze. Astfel, el intenționa să ofere sprijin unui atac care ar fi putut fi efectuat cu galere venind din Toulon, un oraș care îi era loial. Consulii din Marsilia reacționează la această amenințare, iar David Caze a fost forțat să părăsească fortul.

### Secolul al XVIII-lea
În 1701 ducii de Bourgogne și de Berry, nepoți ai lui Ludovic al XIV-lea, au urcat la sanctuar.
Vauban care i-a succedat lui Clerville, constructorul fortului Saint-Nicolas, a studiat posibilitatea consolidării în continuare a apărării Marsiliei. La 11 aprilie 1701 a prezentat un proiect grandios care prevedea construirea unei vaste incinte care să lege Fortul Saint-Nicolas de cel de la Notre-Dame de la Garde și să continue până la Câmpia Saint-Michel, în prezent piața Jean-Jaurès, pentru a se încheia la quai d'Arenc. Acest proiect nu a avut nici o urmare.
În timpul ciumei din 1720, care a afectat orașul, episcopul Henri de Belsunce a mers de trei ori pe jos la capela Notre-Dame-de-la-Garde: la 28 septembrie 1720, 8 decembrie 1720 și 13 august 1721, pentru a binecuvânta locuitorii orașului.

## Perioada revoluționară

### Închiderea capelei
La 30 aprilie 1790 fortul a fost invadat de patrioți care, sub pretextul de a asista la o liturghie în capelă, au trecut podul mobil, folosind o stratagemă asemănătoare cu cea adoptată de ligari în 1594.În data de 7 iunie 1792, sărbătoarea Trupul și Sângele Domnului, marea procesiune organizată în mod tradițional în acea zi, a fost întreruptă de demonstrați. Pe traseul de întoarcere spre sanctuar, statuia Fecioarei Maria a fost înfășurată cu o eșarfă tricoloră, iar pruncului Isus i s-a așezat pe cap o bonetă frigiană.
La data de 23 noiembrie 1793 edificiile religioase au fost dezafectate, iar cultul a încetat. La 13 martie 1794, după inventariere, statuia de argint a Fecioarei cu Monstranță, realizată în 1661, a fost trimisă la Monetăria din Marsilia,  pentru a fi topită, iar celelalte obiecte de valoare, adică obiectele de cult, picturile, chiar și suta de ex-voturi, împărțite în loturi de câte 20 de bucăți, au fost vândute la licitație.

### O închisoare pentru prinți
În aprilie 1793, Ducele de Orléans Philippe Égalité, cei doi fii ai săi, Ducele de Montpensier și Ducele de Beaujolais, sora sa Louise Ducesa de Bourbon și Prințul de Conti au fost întemnițați pentru câteva săptămâni la Notre-Dame de la Garde înainte de transferul lor la Fort Saint-Jean. În ciuda lipsei de confort oferit de fostele apartamente ale guvernatorului, prizonierii aveau avantajul de a se bucura de panorama. În fiecare zi, ducesa de Bourbon, după ce asista la liturghie, face o oprire pe terasa fortului și rămânea adesea două ore în contemplație. Prințesa, care a pictat foarte bine, a lăsat un desen în creion reprezentând o vedere a Marsiliei realizată de pe terasa Notre-Dame de la Garde.

### Un om providențial: Escaramagne
Ultima licitație de obiecte aparținând sanctuarului a avut loc la 10 aprilie 1795. Capela devenită proprietate națională, Joseph-Elie Escaramagne  a închiriat-o. Fost căpitan de navă, acest regalist a scăpat de ghilotină în 1794 pentru că a furnizat tunuri și puști armatei federaliste din Marsilia. Această întâmplare a declanșat devotamentul său profund față de Fecioara Maria, adorată în mod tradițional de marinarii din Marsilia care se apropiau de moarte. Escaramagne, care locuia în apropiere, la actuala Place du Colonel-Edon, și-a dat misiunea de a renova și reînvia locul.
După reluarea cultului în anumite parohii, îi scrie în septembrie 1800 ministrului de război, Lazare Carnot, pentru a cere autorizarea redeschiderii sanctuarului. Dar prefectul, protestant, Charles Delacroix, proaspăt numit, consultat de ministru, emite un aviz nefavorabil din cauza utilității strategice a fortului întrucât, în același timp, amenință războiul.
De aceea a trebuit să se aștepte data de 4 aprilie 1807 pentru redarea capelei cultului și redeschiderea ei pentru public. Cu toate acestea, capela este goală.
Cu o zi înainte de ceremonie, Escaramagne a cumpărat la licitație o statuie de lemn a Fecioarei cu Pruncul din secolul al XVIII-lea care provenea de la o mănăstire de călugări din Picpus, mănăstire care se afla în apropierea tribunalui, dar demolată în timpul Revoluției. Sceptrul ținut de Fecioară, care a dispărut în timpul Revoluției, a fost înlocuit cu un buchet de flori, de unde și numele statuii „Fecioara cu buchet”. Sâmbătă, 4 aprilie, la ora opt dimineața, a fost transportată solemn la fața locului de bărbați îmbrăcați în leviți și desculți, după obiceiul străvechi, însoțiți de preotul de la Catedrala La Vieille Major din Marsilia, domnul Jaubert. 
O nouă statuie de argint a fost realizată în 1837 după teribila epidemie de holeră. Modelul a fost masat de sculptorul Cortot, statuia însăși a fost realizată cu relief, după procedeul lui Benvenuto Cellini, de către artistul Chanuel, în șase ani. Ca să-i facă loc, Fecioara cu buchet a fost donată Mănăstirii din Montrieux, dar va reveni în 1979, la sanctuar. În prezent este expusă pe altarul criptei.